# Kerncentrale Pelindaba
Kerncentrale Pelindaba (Zoeloe voor "einde verhaal" of "de conclusie") is een kerncentrale en nucleair onderzoekscomplex van de Zuid-Afrikaanse Atoomenergiecorporatie. Het ligt vlak bij de Hartbeespoortdam, ongeveer 33 kilometer ten westen van Pretoria. Het was de locatie waar Zuid-Afrika kernbommen ontwierp, produceerde en had opgeslagen tijdens de Koude Oorlog.

## Reactoren
Het complex bevat een onderzoeksreactor (SAFARI-1, 1st South African Fundamental Atomic Research Installation) die sinds 1965 in gebruik is. Deze kan een vermogen leveren van 20 MW en is van het type bassinreactor.